# Matucana
Matucana je rod jihoamerických, středně velkých, kulovitých až válcovitých kaktusů. Rostou v horských oblastech Peru. Vyznačují se zajímavými pestrými květy. Patří mezi méně pěstované rody kaktusů. K prozkoumání nalezišť rodu významně přispěl Karel Kníže.

## Výskyt
Vyskytují se pouze v Peru. Centrem výskytu je department Cajamarca v severozápadním cípu Peru s přesahem do departmentu Amazonas sousedící na východě a na jihu areál několika málo druhy zasahuje do departmentů La Libertad a Ancash. Oblastí protéká Río Maraňón, která pramení v horách středního Peru, odtud teče na severozápad a v departmentu Cajamarca se stáčí na východ a přes department Amazonas spadá do oblasti amazonských nížin na východě. Matukány osídlují dva odlišné typy biotopů. Jednak jsou to vysokohorské náhorní planiny a západní horské svahy. Podnebí je chladnější a sušší, denní teploty nepřekračují 25 °C, noční teploty jsou nízké. Osídlují kamenné lavice a výspy se štěrky nebo chudá travnatá společenství. Z náhorních planin další druhy sestupují do hlubokých údolí řeky Río Maraňón a několika menších řek a na východní svahy And spadající do Amazonie. Zde je podnebí teplejší, v nižších polohách až tropické, s vyššími nočními teplotami. Srážky jsou vyšší, ale s nepravidelnou periodou sucha. Matukány zde rostou na sušších místech svahů údolí. Nejníže sestupuje Matucana madisoniorum až do 400 m n. m., kde roste na pahorcích tropické Amazonie na východním břehu Río Maraňón.
Rozsáhlou oblast výskytu má Matucana haynei. Obývá západní svahy And v dlouhém pásu od Cajamarca na rozhraní severu až po department Arequipa na jihu. Roste převážně v pásmu výšek 3000 - 4000 m n. m., v některých údolích sestupuje až k 2000 m n. m. Byla nalezena u jezera Yanguanuco na svazích Huascaránu ve výšce 4300 m n. m. a patří tak mezi nejvýše rostoucí kaktusy. V této oblasti roste také příbuzný rod Oroya.

## Popis
Jednotlivé druhy jsou solitérní nebo odnožují na bázi. Matucana fruticosa tvoří až 1 m velké trsy dlouhých, ale úzkých stonků. Stonek je zpočátku kulovitý, u mnoha druhů se později prodlužuje a je oválný, nebo až válcovitý. Velké druhy dorůstají asi 30 cm výšky při průměru 10 - 18 cm. Nejvyšší Matucana comacephala může dosáhnout výšky až 75 cm.
Stonek je rozdělen do 10 až 30 žeber, která jsou tvarově velmi různorodá, Mohou být přímá nebo spirálovitá, plochá, oblá, s výraznými hrboly nebo až rozpadlá do jednotlivých bradavek. Areoly jsou jen málo vlnaté. Otrnění je variabilní, častěji je jen řídké, z málo trnů. Velmi husté a dlouhé otrnění mají Matucana comacephala, Matucana haynei, Matucana weberbaueri, trny rostlinu zcela zahalují. Některé formy Matucana madisoniorum jsou beztrnné a připomínají peyotl. Trny jsou přímé nebo mírně prohnuté, tenčí šídlovité, většinou špatně odlišitelné na okrajové a střední, převažují světlejší barvy.
Květy mají charakteristický tvar, na dlouhou vzpřímenou trubku nasedá nepravidelné okvětí. Vyrůstají ze střední části temene stonku. Jsou delší než širší, asi 5 až 10 cm dlouhé a 3 až 7 cm široké. Jsou žluté, oranžové, narůžovělé, červené až s fialovými odstíny. Dlouhá trubka nese šupiny a trochu vlny a je stejné barvy jako vnější okvětní lístky. Okvětní lístky se rozevírají nepravidelně a květy jsou více či méně souměrné - zygomorfní. Vnitřní okvětní lístky mohou být různě barevné na špičce, ve středu a na bázi. Květy opylují drobní kolibříci, případně velké můry. Odlišné květy má Matucana aureiflora (syn. Incaica aureiflora), jsou krátce přisedlé a radiálně souměrné, podobné rodu Oroya, který připomíná i tvarem stonku a otrněním. Svým tvarem jsou uzpůsobeny opylování včelami. Plody jsou malé bobule 1 až 2 cm velké. Jsou kulovité až podlouhlé, zelené, červené až nahnědlé, karmínové, u Matucana fruticosa žloutnoucí. Ve zralosti pukají podélně. Semena jsou 1 až 2 mm velká, značně tvarově různorodá..

## Taxonomie
Rod Matucana vytvořili Britton a Rose v roce 1922 pro jediný druh Echinocactus haynei, známý již od roku 1849. Jméno rodu je vytvořeno podle města Matucana, kde daný druh roste. V roce 1913 popsal ještě Vaupel druh Echinocactus aurantiacus, do rodu Matucana byl však zařazen až mnohem později. Další druh byl objeven až v roce 1953 (Matucana ritteri) a objevy pokračovaly v 60. až 80. letech. K prozkoumání nalezišť rodu významně přispěli Karel Kníže, A. B. Lau, Friedrich Ritter.
Pro různé skupiny byly vytvořeny samostatné rody Submatucana (aurantiaca, aureiflora, formosa, intertexta, paucicostata, ritteri), Eomatucana (madisoniorum, oreodoxa), Incaica (aureiflora), ale toto oddělení druhů se neujalo.
Naopak rod Matucana byl slučován s rody Borzicactus, Loxanthocereus, Oreocereus, Cleistocactus a dokonce Arequipa. Řazení do rodu Borzicactus je rozšířené u amerických kaktusářů. Příbuzenské vztahy vykazuje také k rodům Oroya a Denmoza.
V současnosti je uznáváno okolo 20 druhů a poddruhů. Druhy jsou značně variabilní. Matucana haynei zahrnuje dalších 16 dříve samostatně popsaných druhů, přitom jednotlivé populace jsou mnohdy odděleny vysokými horskými hřebeny a nemísí se.

### Seznam druhů
Druhy uznané v klasifikaci kaktusů podle International Cactaceae Systematics Group. (Podle: Anderson E. F., 2001)
Matucana aurantiaca (Vaupel) F. Buxbaum 1973
M. aurantiaca subsp. currundayensis (F. Ritter) Mottram 1997
Matucana aureiflora F. Ritter 1965
Matucana comacephala F. Ritter 1958
Matucana formosa F. Ritter 1963
Matucana fruticosa F. Ritter 1966
Matucana haynei (Otto ex Salm-Dyck) Britton & Rose 1922
Matucana haynei subsp. myriacantha (Vaupel) Mottram 1997
Matucana haynei subsp. herzogiana (Backeberg) Mottram 1997
Matucana haynei subsp. hystrix (Rauh & Backeberg) Mottram 1997
Matucana huagalensis (Donald & A. B. Lau) Bregman 1988
Matucana intertexta E Ritter 1963
Matucana krahnii (Donald) Bregman 1986
Matucana madisoniorum (Hutchison) G. D. Rowley 1971
Matucana oreodoxa (F. Ritter) Slaba 1986
Matucana paucicostata F. Ritter 1963
Matucana polzii Diers, Donald & Zecher 1986
Matucana pujupatii (Donald & A. B. Lau) Bregman 1988
Matucana ritteri Buining 1959
Matucana tuberculata (Donald) Bregman, Meerstadt, Melis & Pullen 1987
Matucana weberbaueri (Vaupel) Backeberg 1939

## Pěstování
Horské matukany ze západních horských svahů jsou odolné rostliny. Vyhovuje jim umístění ve volné kultuře a střídání denního tepla s nočním chladem. Druhy z nižších poloh a tropických oblastí východních svahů jsou více teplomilnější, vyhovuje jim i vyšší zálivka a přezimování při teplotách nad 10 °C. Suché a horké skleníky vhodné pro mexické druhy vedou v létě k zastavení růstu. Matukány pěstují především kaktusáři, v běžných květinářstvích jsou nabízeny jen vzácně.

## Galerie

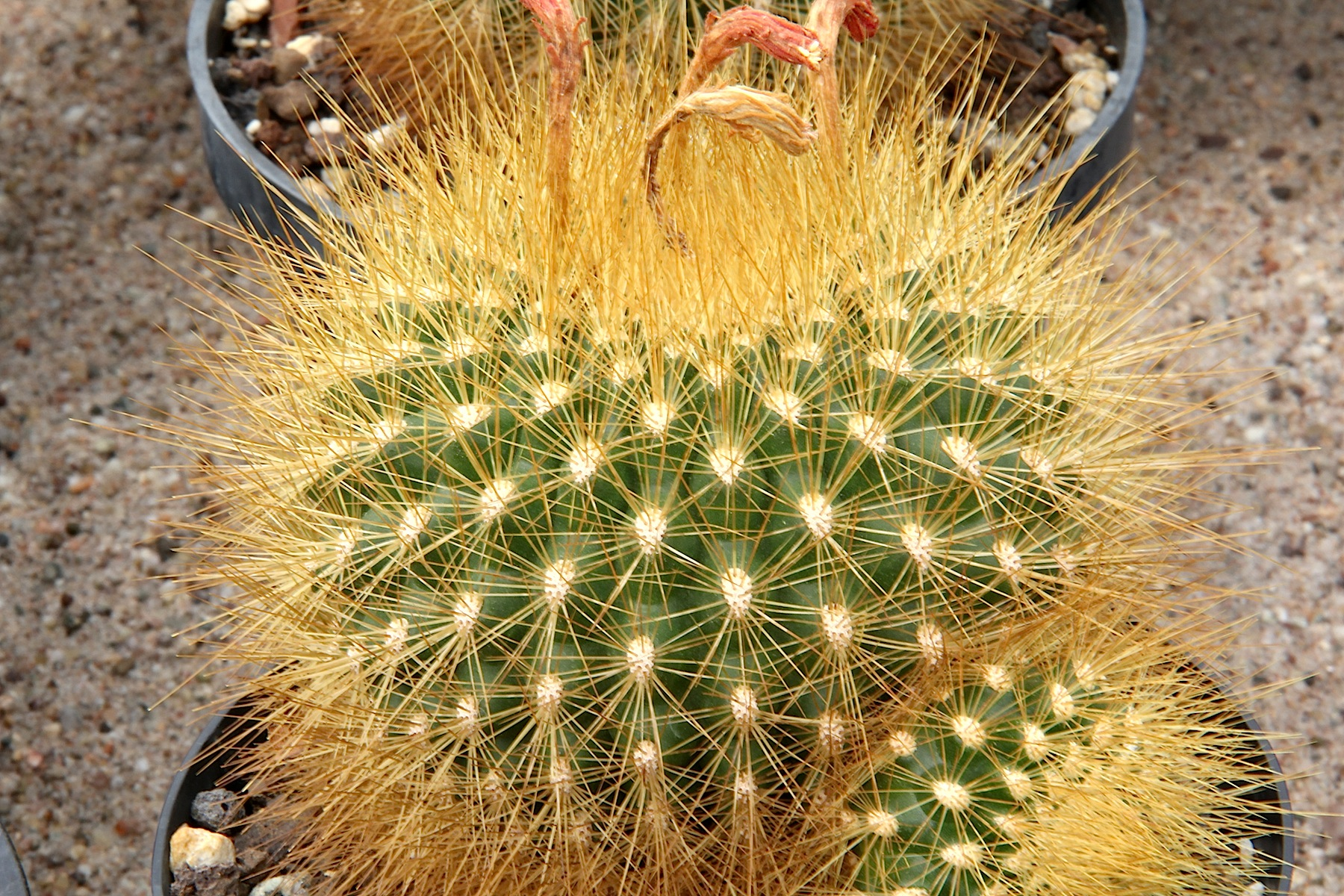
Matucana weberbaueri patří mezi často pěstované.
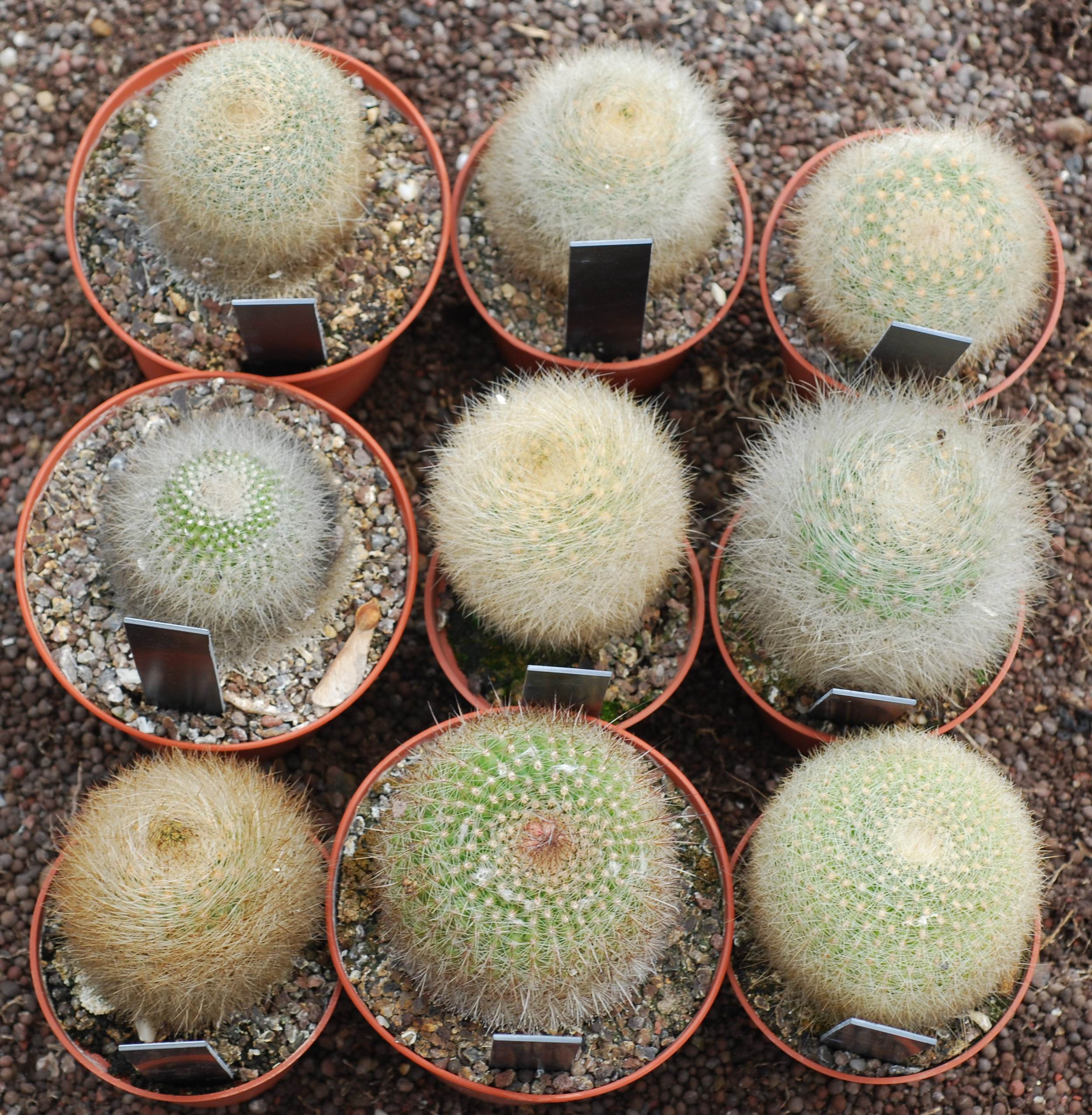
Variabilita trnů Matucana haynei.
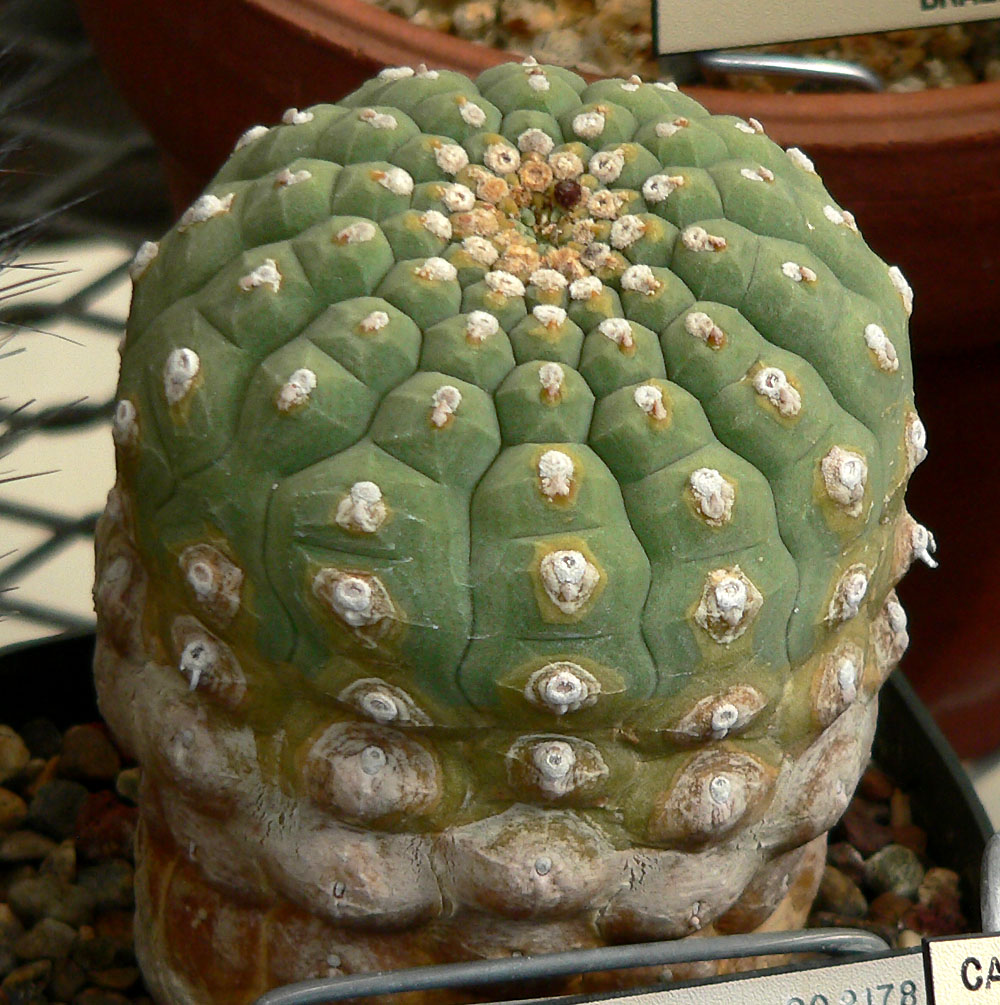
Matucana madisoniorum má i beztrné varianty.
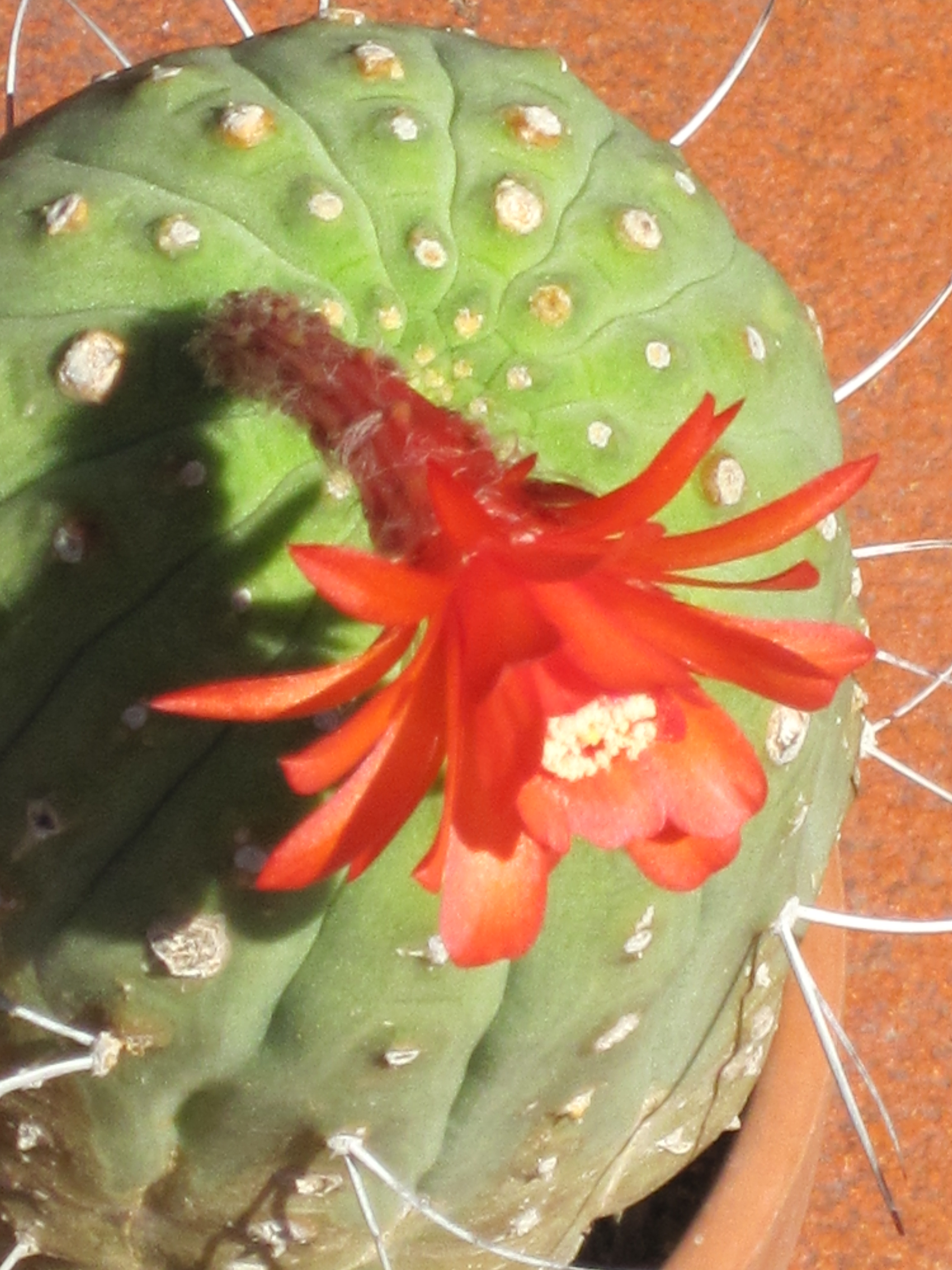
Matucana madisoniorum Poněkud špatně pěstovaný exemplář přestává vytvářet trny.
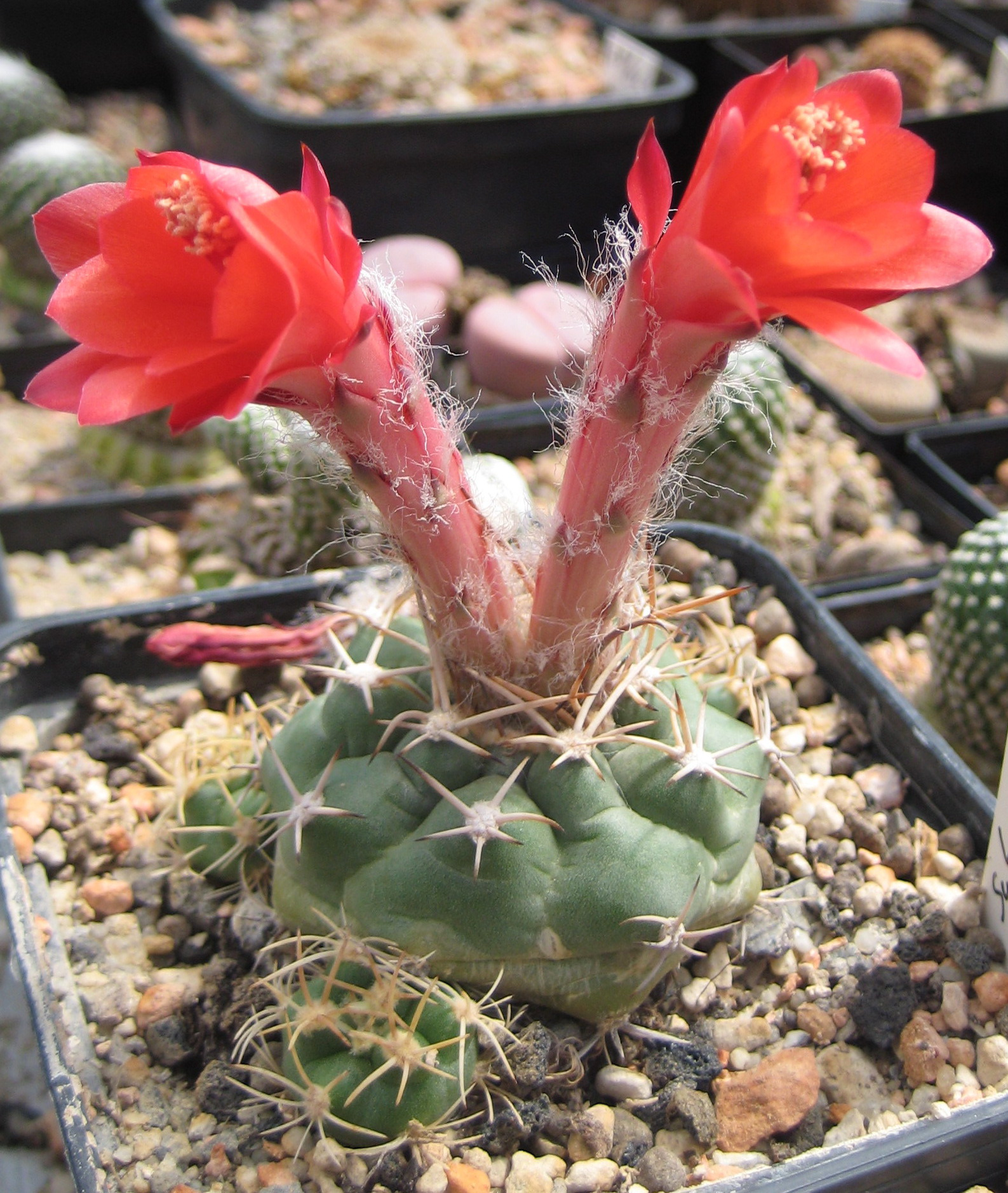
Matucana paucicostata má řidší otrnění.
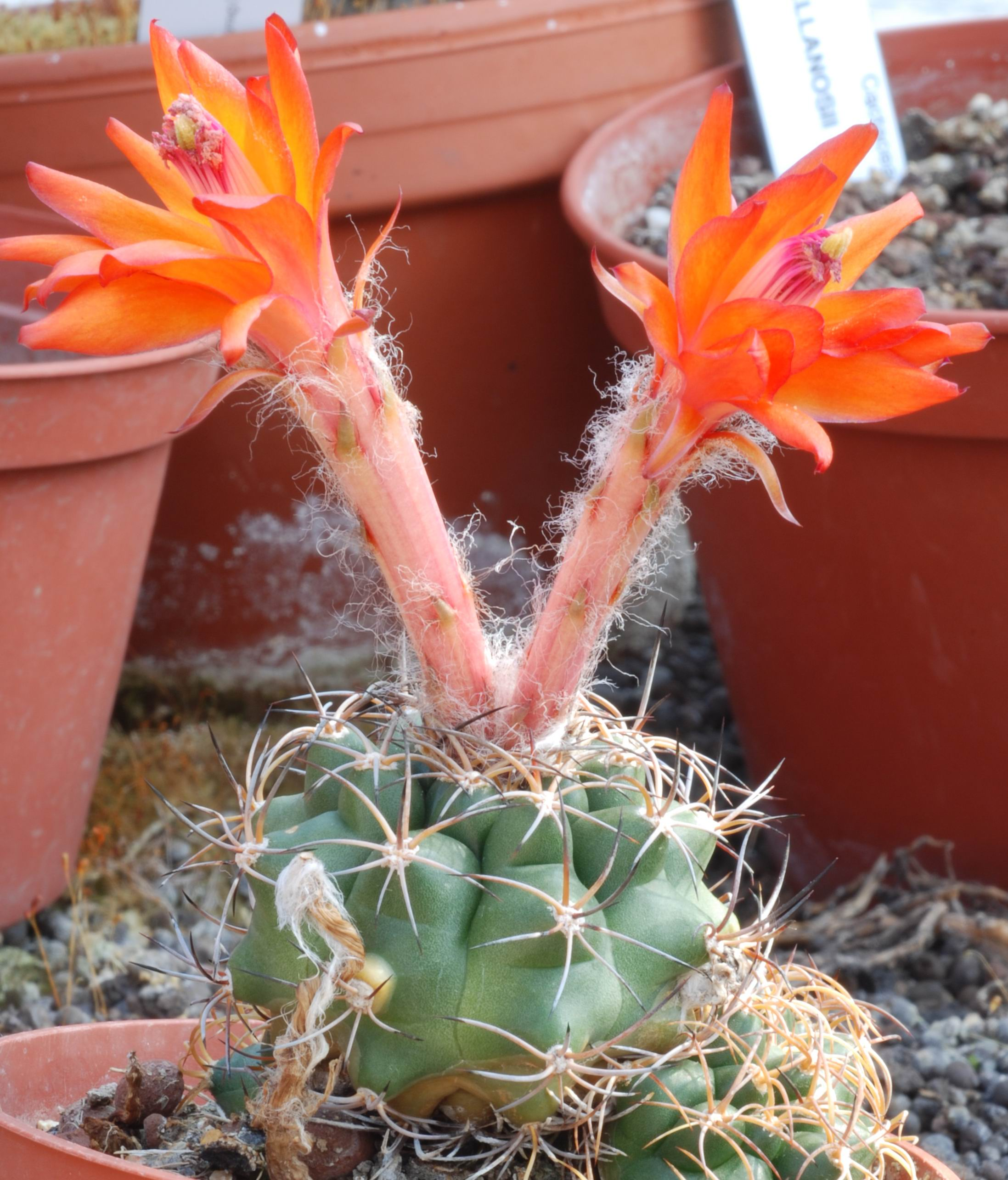
Krásné květy Matucana tuberculata.
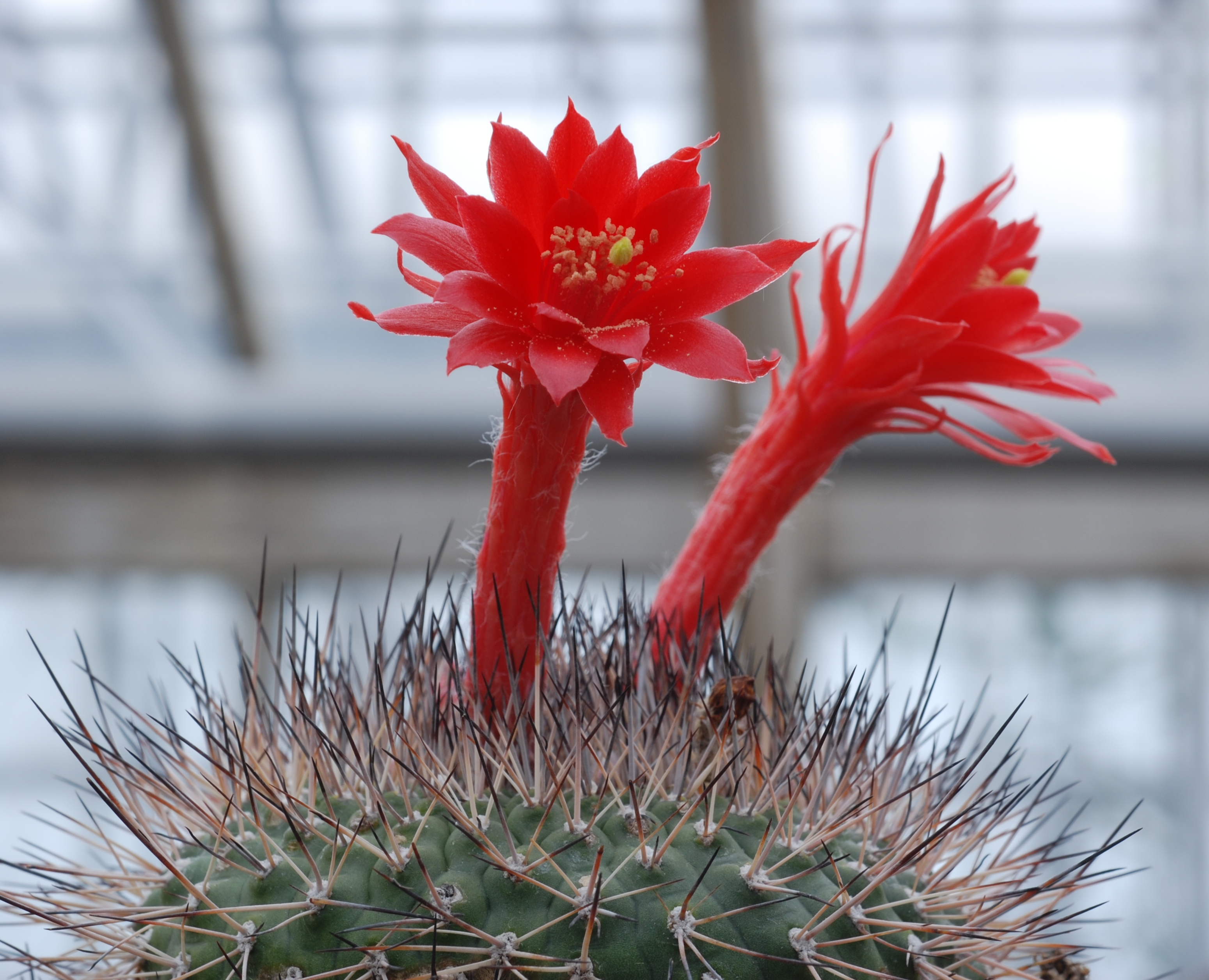
Matucana formosa se vyznačuje středně hustými trny.
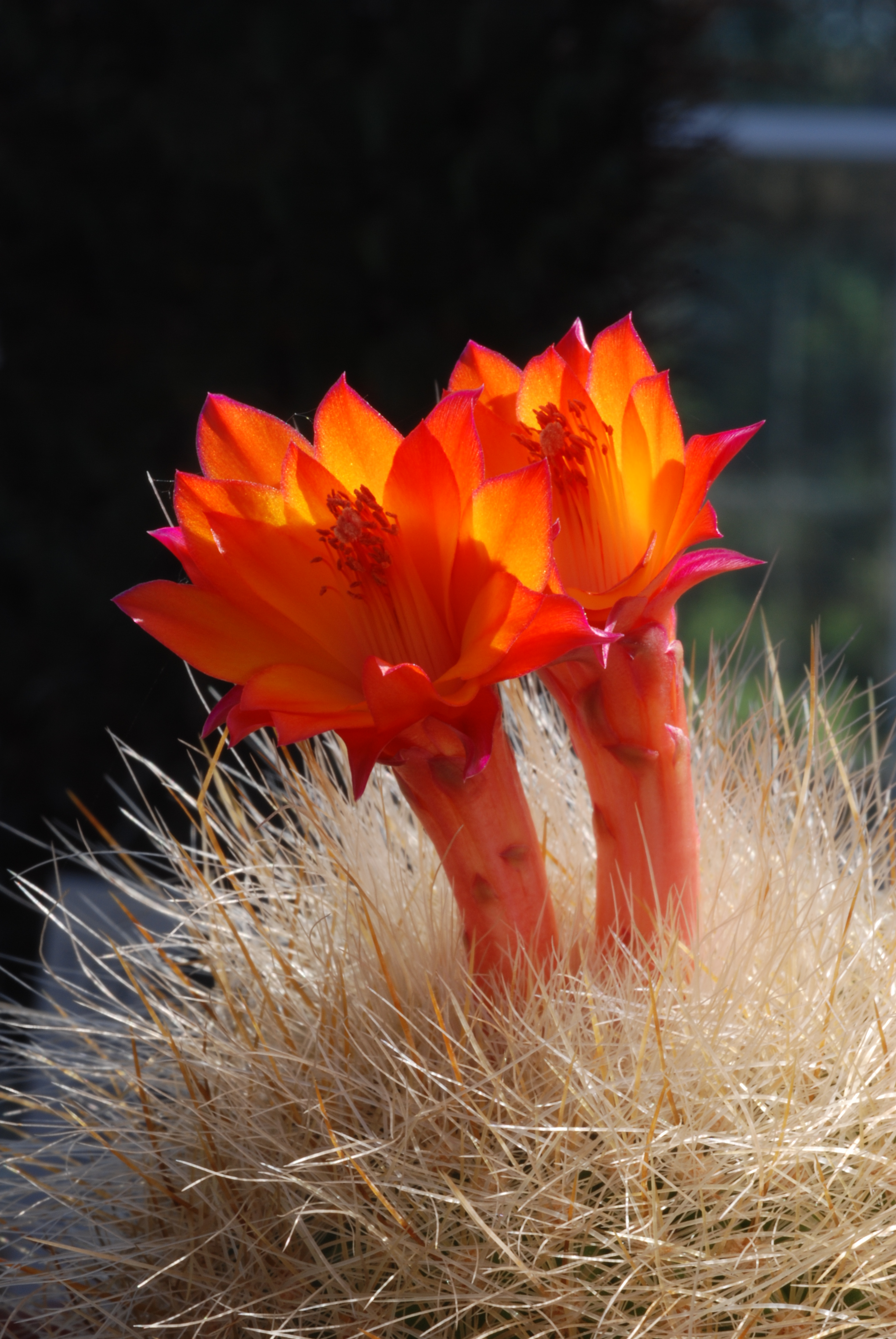
Matucana haynei subsp. herzogiana má husté trny a oranžové květy.
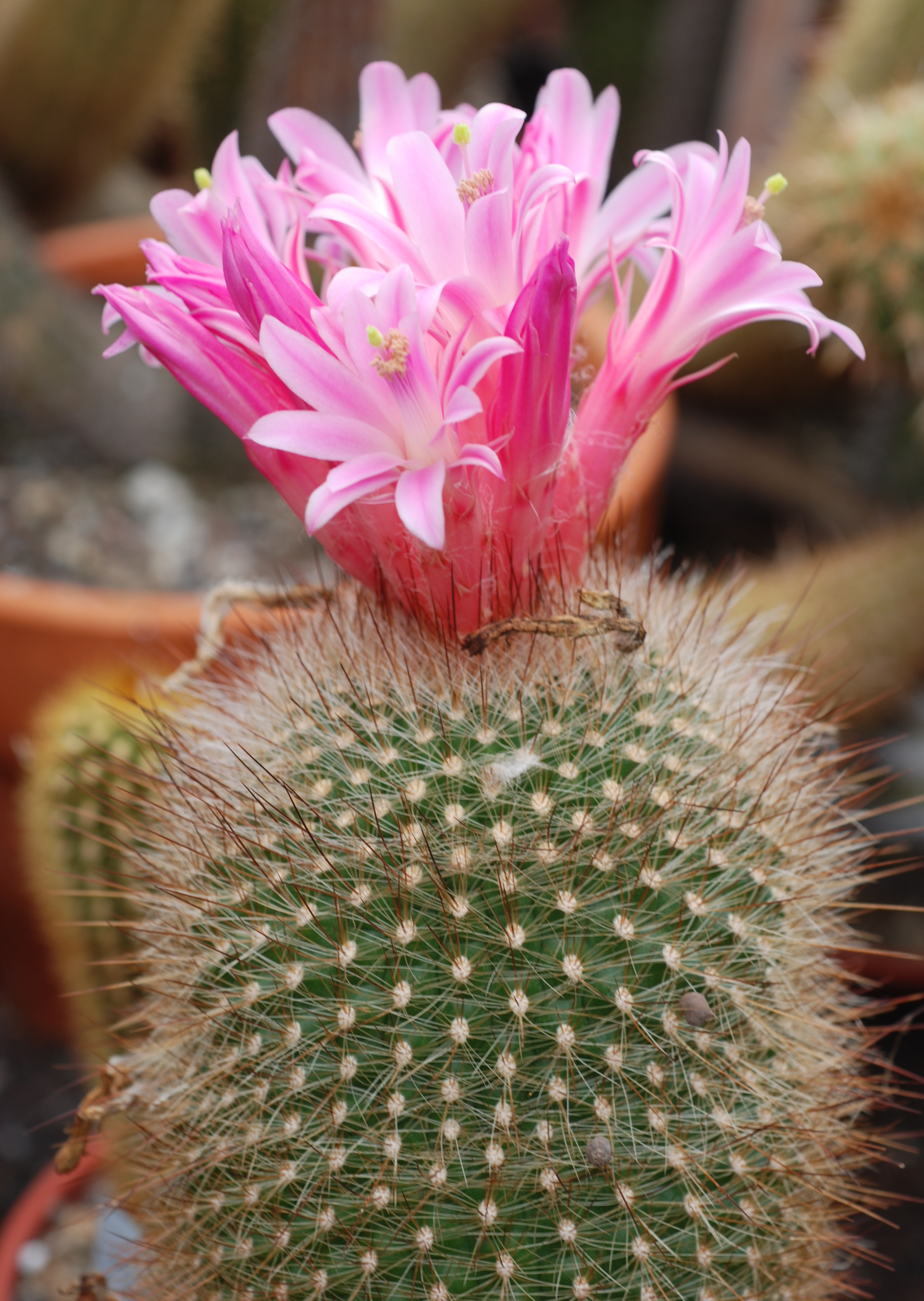
Matucana haynei subsp. myriacantha má meně častou růžovofialovou barvu květů.
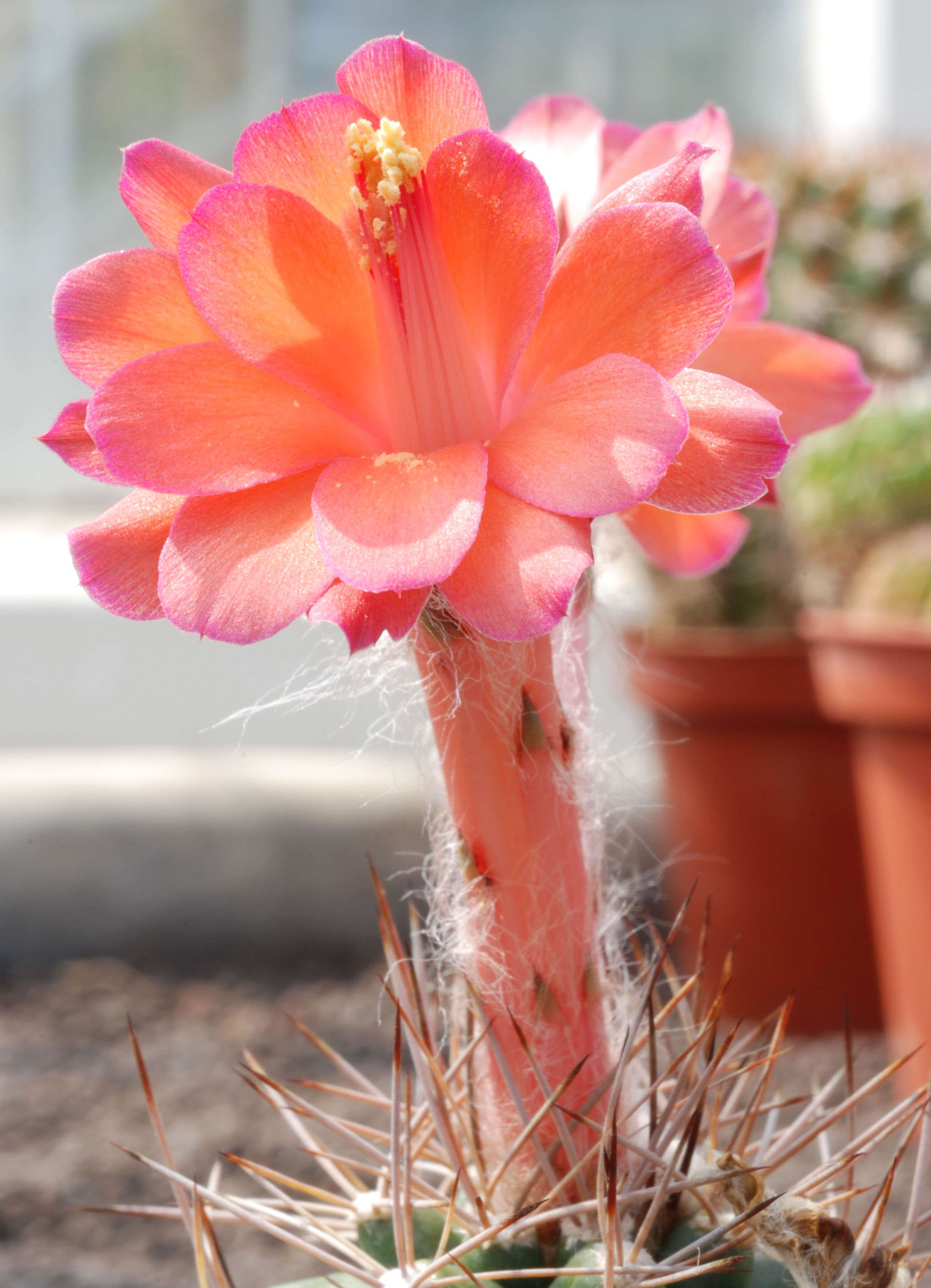
Typické zygomorfní květy Matucana paucicostata.
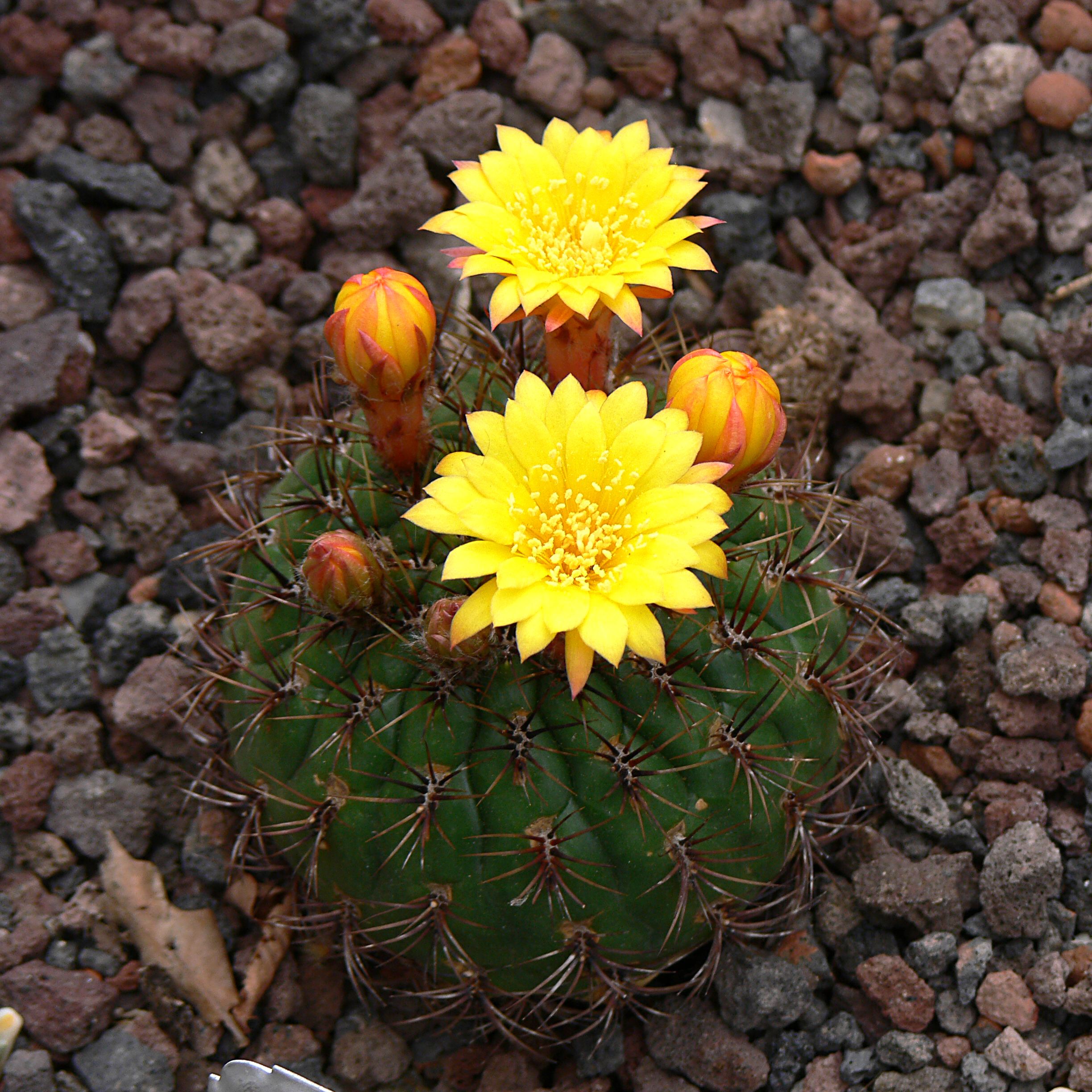
Matucana aureiflora má kruhově symetrické květy s krátkou trubkou.